# Feli Miyares Morante
Feli Miyares Morante (Aguilar de Campo, Palència, 17 d'agost 1916 - Granollers, Vallès Oriental, 19 d'octubre de 2016) va ser una arqueòloga espanyola. Junt amb el seu marit Josep Estrada i Garriga es dedicaren a l'estudi arqueològic del Vallès Oriental.

## Biografia[2]
La seva mare morí molt jove quan ella era un nadó i el seu oncle Francisco, casat sense fills, l'adoptà, i la seva mare adoptiva, Teófila, la crià i educà.
Quan tenia cinc anys, Miyares va anar a viure a Granollers, i més tard es traslladà a Ripoll a estudiar el batxillerat en un centre religiós, tot i que va acabar-lo a Irun, on va estar-s'hi dels quinze als vint anys. En esclatar la Guerra Civil, va decidir tornar a Granollers en qualitat de refugiada, i poc després va començar a treballar com a administrativa en el Consejo de Economía, on va aprendre comptabilitat.
En la dècada del 1940 va conèixer l'arqueòleg Josep Estrada i Garriga en una excursió, amb qui es casaria l'any 1944 a l'església de Sant Fèlix de Canovelles, i amb qui tindria dos fills, la Marta i l'Eduard. Durant molts anys, Miyares va anar a la recerca de restes arqueològiques per tot el Vallès Oriental, i el 1944 va fer, juntament amb el seu marit, la primera troballa arqueològica de la comarca: el dolmen de Can Planas a La Roca del Vallès. Posteriorment, el 1946 van identificar les pintures rupestres de la Pedra de les Orenetes de La Roca del Vallès.
Miyares va estar molt vinculada tant al Centre d'Estudis de l'Associació Cultural com a l'Agrupació Excursionista i al Museu de Granollers, i el 2009 va rebre la Medalla de la Ciutat.